# Мошляк Іван Никонович
Іва́н Ни́конович Мошля́к (нар. 1907 — пом. 1981) — радянський воєначальник, учасник боїв біля озера Хасан і Другої світової війни, гвардії генерал-майор. Герой Радянського Союзу (1938).

## Життєпис
Народився 15 жовтня 1907 року в селі Родіно, нині Родінського району Алтайського краю Росії, в селянській родині. Українець. Здобув неповну середню освіту, наймитував.
До лав РСЧА призваний 15 лютого 1930 року. У тому ж році закінчив полкову школу молодших командирів. Член ВКП(б) з 1932 року.
Учасник битви на озері Хасан (29 липня — 11 серпня 1938 року). Секретар партійного бюро 118-го стрілецького полку 40-ї стрілецької дивізії (1-ша Приморська армія, Далекосхідний фронт) лейтенант І. Н. Мошляк особливо відзначився в боях за висоту Заозерну 8 серпня 1938 року. Підхопивши бойовий прапор у пораненого прапороносця, першим досяг вершини сопки і встановив на ній червоний прапор. Будучи пораненим у голову, не полишив поле бою, а коли загинув командир батальйону, перебрав на себе командування і домігся виконання бойового завдання.
У 1941 році закінчив Військову академію імені М. В. Фрунзе. Учасник німецько-радянської війни з липня 1941 року. До листопада 1941 року командував 4-м стрілецьким полком 2-ї стрілецької дивізії Західного фронту. Брав участь в обороні Москви, був поранений. З травня 1942 року — командир 106-ї стрілецької бригади 6-ї армії Південно-Західного та Воронезького фронтів. З квітня 1943 й до березня 1945 року — командир 62-ї гвардійської стрілецької дивізії 21-го гвардійського стрілецького корпусу 4-ї гвардійської армії Степового та 2-го Українського фронту.
Після закінчення війни гвардії полковник І. Н. Мошляк продовжив військову службу. У 1952 році він закінчив Військову академію Генерального штабу СРСР. З 1967 року — заступник начальника Військової академії тилу і транспорту.
У 1968 році генерал-майор І. Н. Мошляк вийшов у відставку. Мешкав у Ленінграді, де й помер 22 квітня 1981 року. Похований на Серафимовському цвинтарі.

## Нагороди
Указом Президії Верховної Ради СРСР від 25 жовтня 1938 року «за зразкове виконання бойових завдань і геройство, виявлене при обороні району озера Хасан», лейтенантові Мошляку Івану Никоновичу присвоєне звання Героя Радянського Союзу. Після встановлення знаку особливої відзнаки, отримав медаль «Золота Зірка» за № 93.
Був нагороджений двома орденами Леніна (25.10.1938, …), двома орденами Червоного Прапора (27.02.1944, …), орденами Трудового Червоного Прапора, Суворова 2-го ступеня (26.10.1943), Кутузова 2-го ступеня (28.04.1945), Вітчизняної війни 1-го ступеня (15.09.1944), Червоної Зірки, медалями й іноземними нагородами, в тому числі офіцер ордену «Легіону заслуг» (США, 1944).

## Твори
- Мошляк И. Н. У озера Хасан. — М.: Детиздат ЦК ВЛКСМ, 1939.
- Мошляк И. Н. Вспомним мы пехоту…— М.: Воениздат, 1978 [Архівовано 12 січня 2016 у Wayback Machine.]. (рос.)